# МАКС (група)
MAXX е шведско-немска евроденс група, създадена през 1994 г. от музикалните продуценти Давид Брюнер, Юрген Винд, Франк Хасас и Олаф Йеглица. Първоначалния ѝ състав включва рап-певеца Борис Кьолер (с артистичен псевдоним Гари Бокоу) и вокалистката Елиз Явуз (известна като Алис Монтана), чиито дебютен сингъл „Get-A-Way“ („Бягство“) достига 4-та позиция в „Класацията за сингли“ на Обединеното Кралство. MAXX издават само един студиен албум през 1994 г., който включва хитове като „No More (I Can't Stand It)“ (Стига вече (Не издържам)) и „You Can Get It“ („Можеш да го вземеш“).

## Дискография

### Албуми
- „To The Maxximum“ – 1994 г.

### Сингли
- „Get-A-Way“ – 1994 г.

- „No More (I Can't Stand It)“ – 1994 г.

- „You Can Get It“ – 1994 г.

- „I Can Make You Feel Like“ – 1995 г.

| Година | Сингъл                       | Великобритания | Германия | Австрия | Швейцария | Франция | Швеция | Израел |
| ------ | ---------------------------- | -------------- | -------- | ------- | --------- | ------- | ------ | ------ |
| 1994   | Get-A-Way                    | #4             | #11      | #3      | #8        | #15     | #3     | #11    |
| 1994   | „No More (I Can't Stand It)“ | #8             | #10      | #9      | #12       | #16     | #4     | #5     |
| 1994   | You Can Get It               | #21            | —        | #25     | —         | #28     | #37    | —      |
| 1995   | I Can Make You Feel Like     | #56            | —        | —       | —         | —       | —      | —      |
| 1995   | Move Your Body               | —              | —        | #18     | —         | —       | —      | —      |